# Rosa María Sardà
Rosa María Sardà (ur. 30 lipca 1941 w Barcelonie, zm. 11 czerwca 2020 tamże) – hiszpańska aktorka filmowa i teatralna, znana głównie z ról komediowych. Laureatka dwóch Nagród Goya dla najlepszej aktorki drugoplanowej za role w filmach Dlaczego nazywają to miłością, jeśli to seks? (1993) Manuela Gómeza Pereiry oraz Bez wstydu (2001) Joaquína Oristrella.